# Universität Hassan II. Casablanca
Die Universität Hassan II. Casablanca (arabisch جامعة الحسن الثاني بالدار البیضاء, DMG Ǧāmiʿat al-Ḥasan aṯ-ṯānī bi-d-Dār al-Bayḍāʾ, französisch Université Hassan II de Casablanca) wurde im Jahr 1975 gegründet und gilt als eine der besten Universitäten in Marokko. Es handelt sich hierbei um eine öffentliche Universität, die im Jahr 2015 mit den Universitäten Hassan II. Ain Chock und Hassan II. Mohammedia zusammengelegt wurde.

## Überblick
An der Universität Hassan II. Casablanca studieren 24.000 Studenten, sowohl Marokkaner, als auch Studenten ausländischer Herkunft. Die Anzahl der Verwaltungsmitarbeiter beträgt 850, der Lehrkörper besteht aus 1100 Professoren und Dozenten. Gelehrt wird dort in zwei Sprachen, Arabisch und Französisch. Das Beherrschen beider Sprachen wird in den Studiengängen Recht, Internationales Recht, internationale Angelegenheiten und für Ph.D.-Studenten gefordert. Andererseits finden technische Studiengänge ausschließlich in Französisch statt. Die Universität Hassan II. Casablanca ist Mitglied der International Association von Research Universities (IRU). Ausländische Studenten kommen hauptsächlich aus französischsprachigen Ländern wie Senegal, Demokratische Republik Kongo, Republik Kongo, Mauretanien, Libyen, Tunesien, Algerien, Mali, Jemen, außerdem aus nicht-afrikanischen Staaten wie Indonesien, Malaysia und Frankreich.

## Bibliothek
Die Bibliothek von Mohammad Sykat erstreckt sich über sechs Stockwerke mit einer Gesamtfläche von 7.000 Quadratmetern. Sie verfügt über 40.000 Lehrbücher, und 20.000 elektronische Online-Zeitschriften stehen den Studierenden zur Verfügung. Es gibt 550 alte Handschriften und 600 Bücher sowie 100 Zeitschriften. Die Bibliothek der juristischen Fakultät besitzt 25.000 Bücher aus den Bereichen Recht, Politikwissenschaft und Wirtschaft.

## Fakultäten
- Fakultät für Rechtswissenschaften, Wirtschafts- und Sozialwissenschaften (in Casablanca, Aïn Chock); Anzahl der Studierenden: Ca. 10.000
- Fakultät für Medizin und Pharmazie in Casablanca; Anzahl der Studierenden: 4.200
- Fakultät für Zahnmedizin Casablanca (Gemeinde Aïn Chock)
- Fakultät für Naturwissenschaften Aïn Chock Casablanca (Gemeinde Aïn Chock); Anzahl der Studierenden: 2.800
- Fakultät für Kunst und Geisteswissenschaften; Anzahl der Studierenden: 9.300 (Gemeinde Aïn Chock)
- Hochschule für Technologie Casablanca (EST); Anzahl der Studierenden: 830
- Hochschule für Maschinenbau; Anzahl der Studierenden: 590
- Nationale Hochschule für Wirtschaft und Management Casablanca (ENCG Casablanca), in Aïn Sbâa gelegen, wurde 2007 gegründet und ist bereits die achtbeste Einrichtung und drittbeste Wirtschaftshochschule des Landes.

## Schulen
- Nationale Hochschule für Kunst und Handwerk Casablanca (ENSAM)
- Hochschule für Technologie (EST)
- Nationale Hochschule für Elektrizität und Mechanik (ENSEM)
- Hochschule für Naturwissenschaften (ENS)
- Nationale Hochschule für Wirtschaft und Management Casablanca (ENCG Casablanca)

## Lehrpersonal (Auswahl)
- Soumaya Naamane Guessous – Soziologin und Frauenaktivistin
- Fatima Marouan (geboren 1952) – Endokrinologin und Politikerin
- Habib Mazini (geboren 1954) – Akademiker und Autor
- Abd Al Latif Mahfouz – Literaturwissenschaftler
- Salem Al Ketbi – Politologe